# نوبورو اوچیاما
نوبورو اوچیاما (انگلیسی: Noboru Uchiyama؛ زادهٔ ۲۰ آوریل ۱۹۵۴) بوکسور اهل ژاپن بود.
وی در مسابقات کشوری و بین‌المللی در مجموع برندهٔ ۱ مدال برنز شده‌است.